# 2012 w sztukach plastycznych
Wydarzenia w sztukach plastycznych i wizualnych w 2012 roku.

## Wydarzenia
- 24.02 – 27.03 Dekady 1946–2011[1], wystawa z okazji stulecia Związku Polskich Artystów Plastyków i 65-lecia okręgu katowickiego ZPAP[2];
- 27.04 – 01.07 VII Berlin Biennale;
- 21.06 – 16.09 wystawa Sztuka kobiet – kobiety w sztuce. Artystki na Śląsku 1880–2000[3], Muzeum Śląskie w Katowicach[4][5];
- 24.07 – 28.10, 13. wystawa z cyklu The Unilever Series, Tino Sehgal, Tate Modern[6];
- 14.09 – 14.10, 3. edycja Mediations Biennale w Poznaniu;
- Władimir Umaniec został skazany na dwa lata więzienia za umieszczenie na obrazie Marka Rothko Black on Maroon napisu „Vladimir Umanets 12, a potential piece of yellowism”. Usunięcie napisu ma kosztować 200 tys. funtów[7];
- W ciągu roku prace Andy’ego Warhola zostały sprzedane za ponad 380 mln dolarów, był to tym samym najlepiej sprzedający się artysta 2012 roku[8];
- W Poznaniu zamknięto Galerię ON.
- W Kassel odbyła się międzynarodowa wystawa sztuki współczesnej documenta 13.

## Rzeźba
- Paweł Althamer

Burłacy – taśmy plastikowe na metalowej konstrukcji, 170×150×1000 cm, w kolekcji Muzeum Sztuki Nowoczesnej w Warszawie.

## Nagrody
- Nagroda Oskara Kokoschki – Yōko Ono[10]
- Nagroda Krytyki Artystycznej im. Jerzego Stajudy – Dorota Jarecka i Karol Sienkiewicz oraz Anda Rottenberg (wyróżnienie specjalne)[11]
- Nagroda im. Jana Cybisa – Marek Sobczyk
- Nagroda im. Katarzyny Kobro – Natalia LL[12]
- World Press Photo – Samuel Aranda[13]
- Hugo Boss Prize – Danh Vo[14]

## Zmarli
- 6 lutego – Antoni Tàpies (ur. 1923), kataloński malarz, rzeźbiarz i teoretyk sztuki
- 19 marca - Zdzisław Jurkiewicz (ur. 1931), polski malarz, rysownik, fotografik i poeta
- 27 marca – Wiktor Wołkow (ur. 1942), polski fotografik
- 29 kwietnia – Viera Kraicová (ur. 1920), słowacka malarka, ilustratorka i rysowniczka
- 9 sierpnia – Jan Sawka (ur. 1946), polski grafik, rysownik, malarz, architekt
- 10 września – Mieczysław Porębski (ur. 1921), polski krytyk, teoretyk i historyk sztuki
- 16 grudnia – Andrzej Dłużniewski (ur. 1939) polski malarz, rysownik, grafik, fotograf, performer, pisarz
- 25 grudnia – Jerzy Bereś (ur. 1930) polski rzeźbiarz, autor akcji i performer